# Groptjärnen, Dalarna
Groptjärnen är en sjö i Falu kommun i Dalarna och ingår i Gavleåns huvudavrinningsområde.